# Julio Ducuron
Julio Ducuron (Río Cuarto, 24 novembre 1946) è un pittore argentino.

## Carriera
Dal 1964, senza interruzione, realizza mostre individuali in diversi Stati:
- Argentina, nelle città di Río Cuarto, Bell Ville, Córdoba, Buenos Aires, Mar del Plata, Rosario, Mendoza
- USA, nelle città di Miami, Los Angeles, New York
- Italia, nelle città di Milano, Monza, Bra, Legnano, Casale Monferrato, Cremona e Bollate

Inoltre partecipa ad innumerevoli mostre collettive nei Saloni Plastici Ufficiali.
Si è laureato come Maestro Nazionale in Arti Plastiche, nella Scuola Provinciale di Belle Arti "Líbero Pierini", a Río Cuarto, Pcia. di Córdoba, Argentina, nell'anno 1964. Subito dopo si è perfezionato nella Scuola Superiore di Belle Arti "Dr. Figueroa Alcorta" della città di Córdoba, acquistando nel disegno e nella pittura un alto livello artistico. Allo stesso tempo frequentò la Facoltà di Scienze Economiche dell'Università del Centro, Argentina, da dove esce con la laurea come Ragioniere Pubblico Nazionale.
Nel 1970 ottenne una borsa di studio per proseguire gli studi nello Stato d´Indiana, negli Stati Uniti di Nord America e per 30 anni fu Professore nella Scuola Provinciale Di Belle Arti "Líbero Pierini" nella cattedra di Colore III. Inoltre, fu Direttore del Museo Di Belle Arti del Comune di Río Cuarto, della Scuola-Laboratorio "Artistas Argentinos" e della Galleria d´Arte "Fernando Fader" a Río Cuarto.

## Premi
Ha ottenuto, fra tanti, i seguenti premi:
- 1960: 1º Premio "Esc. Nac. di Commercio". Río Cuarto. Argentina.
- 1965: 1º Premio Municipio di Río Cuarto. Pittura. Argentina.
- 1970: 2º Premio Disegno. Primo Salone d´Autunno. Municipio di Río Cuarto. Argentina.
- 1971: Primo Premio "Ministero di Assistenza Sociale" della Provincia di Córdoba. Quarto Salone Annuale di Pittura. Argentina.
- 1972: Premio "Direzione di Cultura della Provincia di Córdoba. Quinto Salone Annuale Nazionale di Pittura. Argentina.
- 1974: Primo Premio Salone Jockey Club. Pittura. Argentina.
- 1975: Primo Premio Medaglia D´Oro. Secondo Salone Annuale di Pittura. Argentina.
- 1977: Premio Segnalazione Speciale. Biennale Internazionale D´Arte di Monza. Italia.
- 1977: Premio Primo Concorso Internazionale di Pittura Il Protagonista D´Oro. Monza. Italia.
- 1979: Premio "Protagonista". Pittura. Città di Córdoba. Argentina.
- 1980: 2º Premio Concorso "Giorno di la città". Río Cuarto. Argentina.
- 1986: 2º Premio Salone Regionale di Pittura "Confederazione Generale del Lavoro". Argentina.
- 1991: 2º Premio Concorso di Pittura. "Area di Materiale Río Cuarto". Argentina.
- 1998: Primo Premio Concorso "A la Pittura". Fondazione di Cultura Museo di Belle Arti. Argentina.
- 2000: 2º Premio IX Salone Nazionale di Pittori Paesaggisti. Villa de Merlo. San Luis. Argentina.
- 2002: 2º Premio Concorso "A la Pittura.2002". Commune di Río Cuarto. Argentina.
- 2002: Primo Premio. Salone Artexpresion Internacionale 2002. Miami-Buenos Aires.

## Stile espressionistico
In Cronache D'Arte del giornale La Provincia di Cremona del 4 marzo 1976, a pagina 6, il critico d´arte Elia Santoro ha scritto: «Questo artista è notissimo non soltanto nella sua città natale, Río Cuarto, in Argentina, ma ha una vastissima popolarità in tutta l'Argentina, ove è considerato come uno dei più espressivi pittori della corrente figurativa che vanta, in quel Paese, una profonda tradizione fortemente legata a quella europea e, in particolar modo, alla francese e all'italiana.

Amico ed ammiratore del pittore lombardo Giovanni Balansino, condivide con l'artista italiano affinità di stele e di gusto, pregnanza di colore e perfezione di disegno, esemplarità di immagini e riflessioni psicologiche. È considerato il più espressivo animalista d´Argentina. Attraverso le bestie egli, infatti, riesce a cogliere l'anima aperta, agreste e romantica del suo Paese e a stabilire, con la gente di altra estrazione e di lontane influenze, un contatto realistico con una umanità che va oltre la storia, oltre la tradizione.

La sua pittura al olio può anche riuscire emblematica per la luminosità che paesaggi e nature morte assumono sotto l'impeto coloristico. Pittore nel vero senso della parola, Ducuron deve fare i conti costantemente con la sua tavolozza la quale crea impasti dei più vari, sì da raggiungere riflessi solari amalgamati con una natura che, fra l'altro, è generosa di spiritualità e di cadenze emotive.

Perfetto anatomista, le bestie di Ducuron non sono rappresentazione panoramica o sostegno ambientale, ma diventano clima, atmosfera come trasfigurazione della natura tesa all'essenziale, cioè a quella forma finale e definitiva che, nel vasto campo del figurativo raggiunge il tocco poetico. Vogliamo cioè dire che Ducuron, perseguendo i toni del naturalismo, così evidenziato nei nostri espressionisti, scavalca quelle che sono le reticenze dialettiche della tecnica per inoltrarsi nei confini della contemplazione poetica. È proprio la padronanza tecnica che lo aiuta a distaccarsi dalla copiatura ambientale, sono le sue vigorose pennellate che gli danno la forza evocativa, sicché, pur nella ridda dei soggetti (di preferenza sono capre e vacche al pascolo), ogni tela è diversa, ogni ambiente si differenzia per potenza d´espressione, per visualità di luce e di colore. Ducuron è un artista che sente il colorismo come necessità, come compiutezza didattica, come esercizio dimostrativo di un intendere il paesaggio.»